# 11014 Svätopluk
11014 Svätopluk este un asteroid din centura principală de asteroizi.

## Descriere
11014 Svätopluk este un asteroid din centura principală de asteroizi. A fost descoperit pe 23 august 1982 la Piszkesteto de Milan Antal. Asteroidul prezintă o orbită caracterizată de o semiaxă mare de 2,65 ua, o excentricitate de 0,12 și o înclinație de 7,0° în raport cu ecliptica.